# مراحل کارنگی
در رویان‌شناسی، مراحل کارنگی (به انگلیسی: Carnegie Stages) دستگاه استانداردی از ۲۳ مرحله است که بوسیله آن وقایع تکوین رویان مهره‌داران یکپارچه‌سازی می‌گردد.
این مراحل از طریق تکوین ساختارها ترسیم می‌شود، نه بر اساس اندازه یا تعداد روزهای تکوین، بنابراین وقایع‌نگاری مذکور ممکن است بین گونه‌های مختلف، یا تا حدی بین رویان‌های مختلف، تغییر کند. در انسان، نتها ۶۰ روز اول تکوین پوشش داده شده‌اند؛ در آن نقطه، کلمه «رویان» اغلب با کلمه «جنین» جایگزین می‌گردد.
این مراحل براساس کارهای استریتر (۱۹۴۲) و اوراهیلی و مولر (۱۹۸۷) بنا نهاده شده‌اند. نام «مراحل کارنگی» از مؤسسه کارنگی در واشینگتن گرفته شده‌است.
در حالی که مراحل کارنگی سامانه چندمنظوره‌ای را برای مرحله بندی و مقایسه تکوین جنین اکثر مهره‌داران ارائه می‌کند، اغلب از سامانه‌های دیگری چون مراحل هامبورگ-همیلتون (که برای مرغ‌ها استفاده می‌گردد) برای مدل کردن موجودات، در زیست‌شناسی تکوینی مورد استفاده قرار می‌گیرند.